# 15403 Mérignac
15403 Merignac eller 1997 VH6 är en asteroid i huvudbältet som upptäcktes den 9 november 1997 av den tjeckiske astronomen Lenka Kotková vid Ondřejov-observatoriet. Den är uppkallad efter den franska staden Mérignac.